# Басилевс

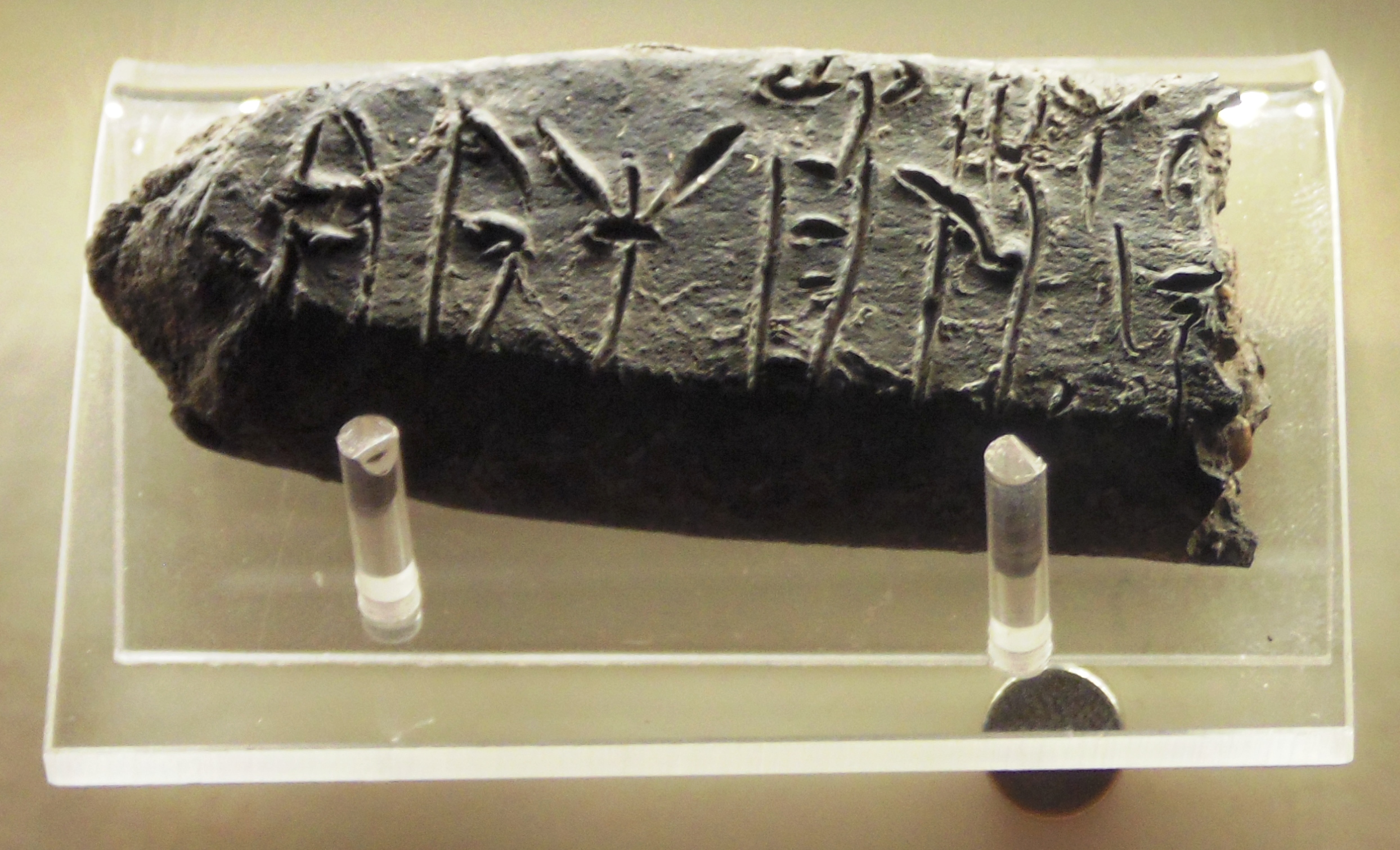
Глиняна табличка мікенської доби зі словом «басилевс», Археологічний музей Фів

Басилевс (грец. Βασιλεύς, також басилей, базилевс, василевс) — монарх зі спадковою владою в Давній Греції, а також титул візантійських імператорів.
У Мікенську епоху (XV-XI століттях до н. е.) слово «басилевс» (у той час — qa-si-re-u), судячи зі знайдених глиняних табличок, стосувалось вождя, голови спільноти, сільського старости, загалом людини, яка мала владу нижче царської (для означення царя вживався титул «ванакт»).
Пізніше, за часів Гомера (до VII століття до н. е.), слово «ванакт» виходить із вжитку і для означення царя починають використовувати термін «басилевс». Басилевсом також називався військовий голова союзу племен. Гомер в Іліаді пише (II: 204—205, переклад Б. Тена):

Блага нема в многовладді, — один хай буде державець [koiranos, вождь];

Владар [basileus] один…

Цар-басилевс відрізняється від koiranos тим, що отримав владу спадково (Ptolemaeus, On the Difference of Words, 51.2). Хоча давньогрецький басилевс не завжди був повновладним правителем. Ключове значення для вживання титулу має спадковість влади.
За архаїчної доби, із скасуванням в більшості грецьких полісів царської влади, термін басилевс почали використовувати і для позначення виборних посад, зазвичай пов'язаних з виконанням жрецьких функцій. Так, в Афінах V століття до н. е. «басилевсом» називали одного з 10 архонтів, який мав функції жерця і судді, а також голову філи (роду) .
Аристотель дав визначення басилевсу як правителю, обраному народом або прийнятим народом добровільно, на відміну від правителя-тирана, який владу захопив силою (Аристотель, «Політика», кн.3). Так, наприклад спартанських царів Аристотель відніс до басилевсів, тому що вони мають владу, обмежену інститутом ефорів, і добровільно визнані народом.
Перського шаханшаха греки називали «великим басилевсом» (грец. Βασιλεὺς μέγας) або «басилевсом басилевсів» (калька з перського шаханшах — «цар царів»). Басилевсами іменували також македонських володарів, зокрема Філіппа II та Александра Великого, а згодом — і елліністичних царів.
Візантійська Суда (X століття) дає таке визначення басилевса (Суда; beta,144):

«Басилевс той, хто отримав владу в спадок від предків із певними обмеженнями, а тиран той, хто узурпував владу силою. Але вони [античні греки] використовують обидва терміни без розбору.»

Римські імператори також іменувались басилевсами, але неофіційно. З впровадженням християнства вживання титулу поширилось в основному в східній частині Римської імперії, де відчувався сильний вплив грецької культури. За часів візантійського імператора Іраклія (610–641 рр.) титул василевс став офіційним титулом правителя Візантійської імперії.
У Візантії василевсами називались тільки константинопольські імператори — для західно-європейських королів використовувалось слово «регас» (грецький варіант лат. rex — король).